# Pieterfaurea khoisaniana
Pieterfaurea khoisaniana is een zachte koraalsoort uit de familie Nidaliidae. De koraalsoort komt uit het geslacht Pieterfaurea. Pieterfaurea khoisaniana werd in 1988 voor het eerst wetenschappelijk beschreven door Williams. 